# Ian Harte
Ian Patrick Harte (Drogheda, 1977. augusztus 31. –), ír válogatott labdarúgó.
Az ír válogatott tagjaként részt vett a 2002-es világbajnokságon.

## Sikerei, díjai
Leeds United
- Angol kupa (1): 1996–97

Reading
- Angol másodosztályú bajnok (1): 2011–12

Bournemouth
- Angol másodosztályú bajnok (1): 2014–15